# Uplawmoor
Uplawmoor är en ort i Storbritannien.   Den ligger i kommunen East Renfrewshire och riksdelen Skottland, i den centrala delen av landet, 500 km nordväst om huvudstaden London. Uplawmoor ligger 150 meter över havet och antalet invånare är 581. Den ligger vid sjön Loch Libo.
Terrängen runt Uplawmoor är platt söderut, men norrut är den kuperad. Runt Uplawmoor är det ganska tätbefolkat, med 111 invånare per kvadratkilometer. Närmaste större samhälle är Glasgow, 18,6 km nordost om Uplawmoor. Trakten runt Uplawmoor består i huvudsak av gräsmarker.